# Жјар (Ревуца)
Жјар (слч. Žiar) насељено је мјесто са административним статусом сеоске општине (слч. obec) у округу Ревуца, у Банскобистричком крају, Словачка Република.

## Становништво
| Година:    | 1994. | 2004.    | 2014.   | 2024.    |
| ---------- | ----- | -------- | ------- | -------- |
| Број људи: | 179   | 150      | 148     | 110      |
| Разлика:   |       | -16,20 % | -1,33 % | -25,67 % |

| Година:    | 2023. | 2024.   |
| ---------- | ----- | ------- |
| Број људи: | 101   | 110     |
| Разлика:   |       | +8,91 % |

Према подацима о броју становника из 2011. године насеље је имало 157 становника.